# Jill Valentine
Jill Valentine a Capcom által fejlesztett és kiadott Resident Evil című videójáték (első és harmadik részének) főszereplője és irányítható karaktere.

## Játékokban
- Neve: Jill Valentine
- Főszereplő:

- Resident Evil
- Resident Evil 3: Nemesis
- Resident Evil: Genesis
- Resident Evil: Revelations
- Ezek 1998 július 24-én és szeptember 28-30-án játszódnak.
- További szereplései:

- Resident Evil 0 (cameo-szereplés az újrakevert változatban)
- Resident Evil 2 (beszélgetésekben említik, játék közben megtalálhatók jegyzetek, fotók róla)
- Resident Evil 5
- Resident Evil: Revelations 2
- Resident Evil: Survivor (említik)
- Resident Evil: Operation Raccoon City
- Resident Evil: The Darkside Chronicles
- Resident Evil: The Umbrella Chronicles
- Resident Evil: The Stories
- Resident Evil: The Missions
- Resident Evil: The Episodes
- Resident Evil: The Operations
- Resident Evil: Outbreak Survive
- Resident Evil: The Mercenaries VS
- Resident Evil: The Mercenaries 3D
- Resident Evil: Pachi-Slot
- Resident Evil: Clan Master
- Resident Evil: Team Survive
- SNK vs. Capcom: Card Fighters Clash
- Marvel vs. Capcom 2: New Age of Heroes
- Marvel vs. Capcom 3: Fate of Two Worlds
- Ultimate Marvel vs. Capcom 3
- Project X Zone
- Project X Zone 2
- Under the Skin
- Onimusha Soul
- Wesker's Report
- Revelations Report
- R.P.D. (Raccoon Police Department) tisztje.
- A Raccoon City-i katasztrófa túlélése után Umbrella-ellenes aktivista.
- S.T.A.R.S. (Special Tactics and Rescue Service) és B.S.A.A. (Bioterrorism Security Assessment Alliance) alakulatának katonája.
- Született: 1975
- Magassága: 166–172 cm
- Súlya: 50,4-56,0 kg
- Vércsoportja: B
- Első epizód beli küldetése felderíteni egy rejtélyes vírust a Raccoon City melletti erdőben.
- Külsőjét Una Inezh Kavanagh és Julia Voth modellekről mintázták.
- Mozgását motion capture eljárással Patricia Ja Lee színész és Jade Quon kaszkadőr mozgásáról rögzítették.
- Szinkronhangjai: Catherine Disher, Heidi Anderson, Patricia Ja Lee.

## Mozifilmekben
- Neve: Jill Valentine
- Főszereplő a Resident Evil: Apocalypse című mozifilmben.
- További szereplései:

- Resident Evil: Afterlife
- Resident Evil: Retribution
- Szerepét Sienna Tiggy Guillory angol színésznő játssza, aki szintén 1975-ben született.